# Новониколаевка (Измаильский район)
Новоникола́евка (укр. Новомиколаївка) — село, относится к Вилковской общине Измаильского района Одесской области Украины.

## История
В мае 1911 года, в 30 километрах от города Килии, немецкими колонистами было создано поселение, получившее название Фридрихсдорф, в котором они проживали вплоть до 1940 года. Основным занятием немцев было сельское хозяйство, для которого они использовали технику, привезённую с их исторической родины.
С 1918 года село стало наименоваться Режеле-Фердинанд. Новое название было дано румынскими властями. 
В 1940 году, после присоединения Бессарабии к Советскому Союзу, немцы покинули село и уехали в Германию. Большинство из них осело в городе Фильдерштадт. Начиная с 1987 года, в село регулярно приезжают его бывшие жители и их потомки.
Указом ПВС УССР от 14 ноября 1945 года село Фридрихсдорф переименовано в Новониколаевку.
В 2007 году началась посадка фруктового сада из карликовых деревьев. Есть школа, в которой обучается 80 детей.
В 2011 году село отметило свой 100-летний юбилей, на который были приглашены гости из Германии.
Сейчас на территории села находится винзавод, где на полях выращивается виноград разных сортов.

## Население и национальный состав
По данным переписи населения Украины 2001 года, распределение населения по национальному составу было следующим (в % от общей численности населения):
Десантненскому сельскому совету: общее количество жителей — 2430 чел., из них украинцев — 1601 чел. (65,88 %); русские — 433 чел. (17,82 %); молдаване — 128 чел. (5,27 %); болгар — 87 чел. (3,58 %); гагаузов — 48 чел. (1,98 %); других — 133 чел (5,47 %).
По селу Десантное: общее количество жителей — 1840 чел., из них украинцев — 1384 чел. (75,22 %); русские — 223 чел. (12,12 %); молдаване — 58 чел. (3,15 %); болгар — 49 чел. (2,66 %); гагаузов — 28 чел. (1,52 %); других — 98 чел (5,33 %).
По селу Новониколаевка: общее количество жителей — 590 чел., из них украинцев — 217 чел. (36,78 %); русские — 210 чел. (35,59 %); молдаване −70 чел. (11,87 %); болгар — 38 чел. (6,44 %); гагаузов — 20 чел. (3,39 %); других — 35 чел. (5,93 %).
По данным переписи населения Украины 2001 года распределение населения по родному языку было следующим (в % от общей численности населения):
По Десантненскому сельскому совету: украинский — 76,65 %; русский — 18,02 %; белорусский — 0,08 %; болгарский — 1,08 %; армянский — 0,04 %; гагаузский — 0,87 %; молдавский — 2,54 %; цыганский — 0,54 %.
По селу Десантное: украинский — 88,55 %; русский — 7,60 %; белорусский — 0,11 %; болгарский — 0,66 %; гагаузский — 0,17 %; молдавский — 2,09 %; цыганский — 0,72 %.
По селу Новониколаевка: украинский — 39,86 %; русский — 50,26 %; болгарский — 2,39 %; армянский — 0,17 %; гагаузский — 3,07 %; молдавский — 3,92 %.